# Lacanobia umbrosa
Lacanobia umbrosa är en fjärilsart som beskrevs av Bytinski-Salz och Brandt 1937. Lacanobia umbrosa ingår i släktet Lacanobia och familjen nattflyn. Inga underarter finns listade i Catalogue of Life.